# Pogrom w Chankendi
Pogrom w Chankendi (azer. Xankəndi talanları, Xankəndi poqromu) lub masakry w Chankendi (Xankəndi qırğınları), Pogrom w Stepanakertcie (orm. Ստեփանակերտի ջարդեր, Stepanakerti jarder) – masowe grabieże i pogrom skierowany przeciwko etnicznej ludności azerskiej w Chankendi (Stepanakert), stolicy Nagorno-Karabachskiego Obwodu Autonomicznego w Azerbejdżańskiej SRR w ZSRR, trwające od 18 do 20 września 1988.
Zdarzenia były konsekwencją czystek etnicznych wobec miejscowej ludności azerbejdżańskiej inspirowanych przez nacjonalistów ormiańskich w celu przejęcia Górskiego Karabachu.